# Водоспад Серафима
Водоспад Серафима — трилер 2006 року.

## Сюжет
Америка, 1868 рік. Нещодавно відгриміла Громадянська війна і колишні солдати ворогуючих сторін поступово повертаються до своїх сімей і мирного життя. Проте війна ще не закінчилася для двох бійців. Полковник армії Конфедератів Карвер (Лайам Нісон) із загоном найманців по п'ятах переслідує свого ворога екскапітана армії Мешканців півночі Гідеона (Пірс Броснан), який хоч і рятується втечею, але все-таки примудряється вправно і жорстоко розправлятися зі своїми переслідувачами. Карвер має намір піти до кінця, адже колись Гідеон зруйнував все його життя. У свою чергу Гідеон знає, що колись допустив помилку і не вважає себе невинним, проте вмирати він теж не збирається.